# Jan Gryll z Gryllova (1525–1597)
Jan Gryll z Gryllova (též Jan Cvrček; 1525 Rakovník – 8. července 1597 Rakovník) byl rakovnický primátor a humanistický spisovatel, autor teologických spisů i duchovních písní.

## Život
Jan byl synem rakovnického ševce Ondřeje Másla a jméno Cvrček (lat. Gryllus) přijal po svém nevlastním dědovi. Studoval na pražské univerzitě a vzdělání si dále rozšiřoval během mnoha cest po Evropě. K roku 1550 se vrátil do rodného Rakovníka, kde se veřejně angažoval, roku 1588 byl také zvolen purkmistrem. O město se velmi zasloužil, neboť v tehdejší době podléhalo vrchnosti na královském hradě Křivoklát, která vůči rakovnickým měšťanům vyžadovala slib člověčenství. Jan Cvrček se kvůli tomu několikrát vypravil ke královskému dvoru, kde učinil dobrý dojem, takže roku 1571 při jedné z těchto výprav získal erb a přídomek „z Gryllova“. Především ale nechal potvrdit městská privilegia, roku 1579 vymohl osvobození Rakovníka od útisku ze strany křivoklátské vrchnosti a v roce 1588 od Rudolfa II. získal majestát, jímž bylo město prohlášeno svobodným. Byl též literárně činný, nepsal ale latinsky, jen česky. Kromě několika duchovních písní šlo převážně o teologická pojednání, např. Starý zákon v českých verších (1586), Akta neb skutky Krista P. a jeho kázání (1586, 1595), Patriarchův čtyř životy, též propadnutí měst sodomských (1587, 1597), Sečtení rokův od počátku světa (1588), Evangelia s figurami a rhytmy (1595) nebo Opravdové světlo duchovní (1595). Jan Gryll z Gryllova měl celkem 5 dcer a 11 synů, z nichž někteří se také věnovali literární činnosti.